# Deutsche Evangelistenkonferenz
Die Deutsche Evangelistenkonferenz (DEK), früher auch Deutsche Evangelisten-Konferenz geschrieben, ist ein überkonfessioneller Zusammenschluss von Männern und Frauen, die vollzeitlich oder nebenamtlich im evangelistischen Dienst tätig sind. Die Mitglieder der Konferenz, deren Anfänge auf den Herbst 1949 zurückgehen, kommen aus den evangelischen Landeskirchen, Freikirchen und kirchenunabhängigen Missionswerken. Nach Gisa Bauer gehört die DEK, deren theologische Grundlage die Glaubensbasis der Evangelischen Allianz sowie die Lausanner Verpflichtung von 1974 bilden, zur „Evangelisten- und Missionsbewegung“, einer der vier Grundströmungen, aus denen sich der deutsche Evangelikalismus speist.

## Geschichte

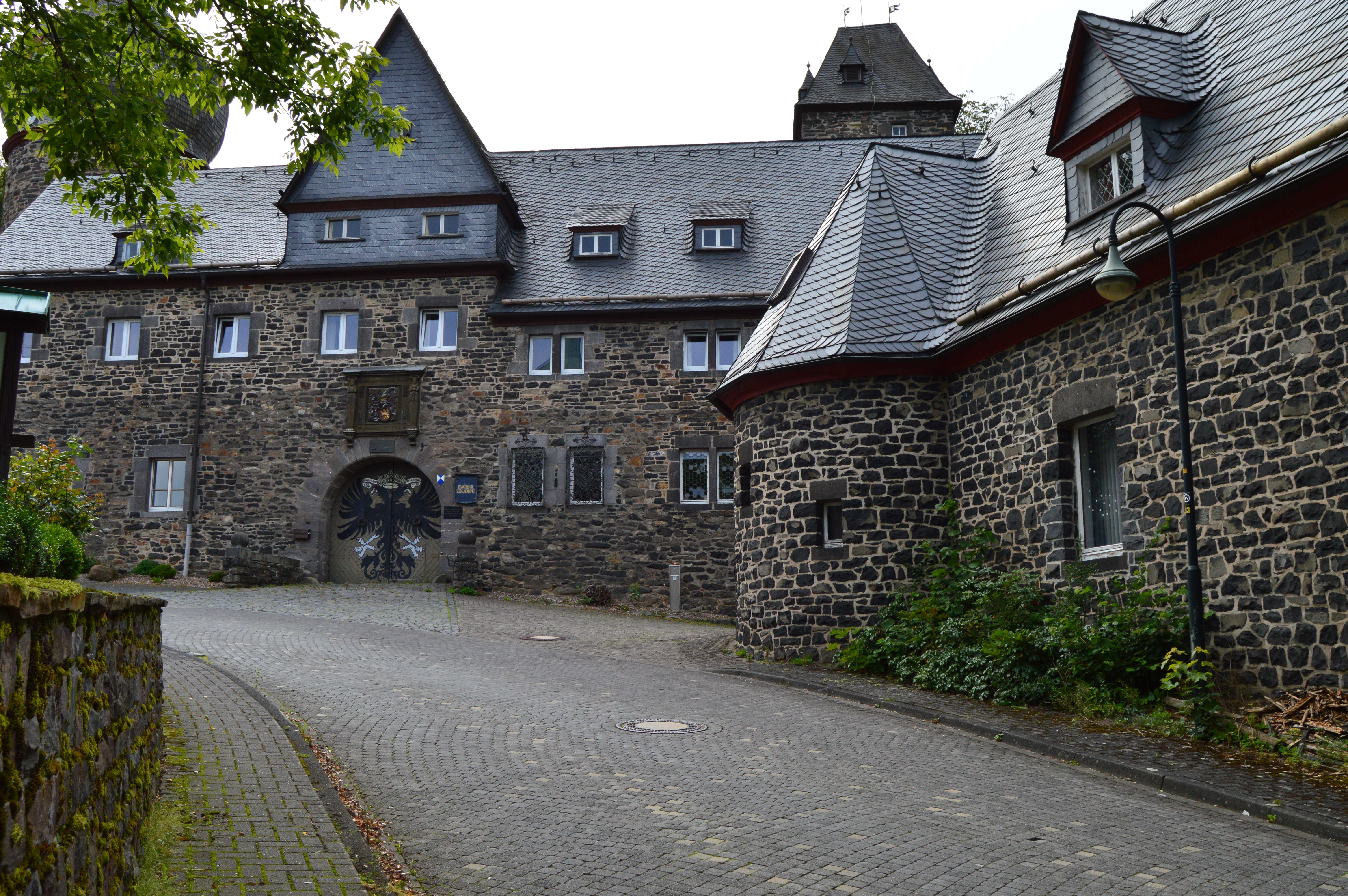
Schloss Friedewald – Gründungsort der Deutschen Evangelistenkonferenz

Während einer Tagung der Arbeitsgemeinschaft für Volksmission, die im Oktober 1949 in Bremen stattfand, begegneten sich Pastor Wilhelm Bauer vom Volksmissionarischen Amt der Evangelische Kirche in Westfalen und Friedrich Müller, Leiter der Zeltmission der Evangelisch-methodistischen Kirche in Deutschland. Sie kamen überein, eine Plattform für Evangelisten aus Landes- und Freikirchen sowie freien Werken zu errichten, und luden deutschlandweit zu einer Gründungsversammlung im Schloss Friedewald bei Betzdorf ein. In den Räumen der dortigen Evangelischen Sozialschule (heute: Evangelische Sozialakademie Friedewald) traf sich am 9. und 10. November 1949 das Gründungskomitee. Zu ihm gehörte der bereits erwähnte Wilhelm Brauer, die Evangelisten Werner Heukelbach (1898–1968), Daniel Schäfer (1889–1954), der Methodistenprediger Karl Schwindt (1890–1957) und der evangelisch-lutherische Theologe und Akademieleiter Carl Gunther Schweitzer (1889–1965). Sie unterzeichneten das Gründungsprotokoll der DEK und vereinbarten für den 5. bis 7. Oktober 1950 die Durchführung einer ersten Evangelistenkonferenz.
Bei der ersten Konferenz, die ebenfalls im Schloss Friedewald stattfand, trafen sich circa 30 Evangelisten. Unter den Teilnehmern war auch der evangelisch-lutherische Kieler Theologieprofessor Heinrich Rendtorff (1888–1960), der im Nebenamt den Vorsitz der Arbeitsgemeinschaft der Volksmission (heute: Arbeitsgemeinschaft Missionarische Dienste) innehatte. Die Bibelarbeiten dieser Zusammenkunft hielt Heinz Köhler (1891–1967), Direktor der Bibelschule Wiedenest. Zu verschiedenen praxisbezogenen Themen referierten der Bibelübersetzer Hans Bruns (1895–1971), der Evangelist der Deutschen Zeltmission Ernst Krupka (1890–1991) sowie Pastor Wilhelm Bauer. Im Austausch mit den Teilnehmern der ersten Konferenz wurden auch die Grundlagen der künftigen Arbeit skizziert. Danach sollte im Hören auf die Verkündigung, im Gebet sowie im Gespräch nach neuen Möglichkeiten und Wegen gesucht werden, die Zeitgenossen mit dem Evangelium zu erreichen. Vereinbart wurde ebenfalls, an einer „Theologie der Evangelisation“  zu arbeiten. Daneben sollte aber auch Raum für persönliche Seelsorge geschaffen werden.
Während die zweite Evangelistenkonferenz, zu der sich 47 Evangelisten angemeldet hatten, noch im Schloss Friedewald veranstaltet wurde, diente ab 1952 bis einschließlich 1974 das Haus Patmos in Sohlbach bei Siegen (seit 2018 Dorint Parkhotel Siegen), das ehemalige Freizeitheim der Deutschen Zeltmission, als Tagungsort. In den Folgejahren beherbergten verschieden christliche Tagungshäuser die Konferenz.
Ein bedeutender Meilenstein in der Geschichte der DEK war der 1953 gefasste Beschluss, bei der von der Deutschen Evangelischen Allianz für 1954 geplanten Billy-Graham-Großevangelisation mitzuwirken. Damit wurde die DEK zum ersten Mal einer breiteren Öffentlichkeit bekannt.

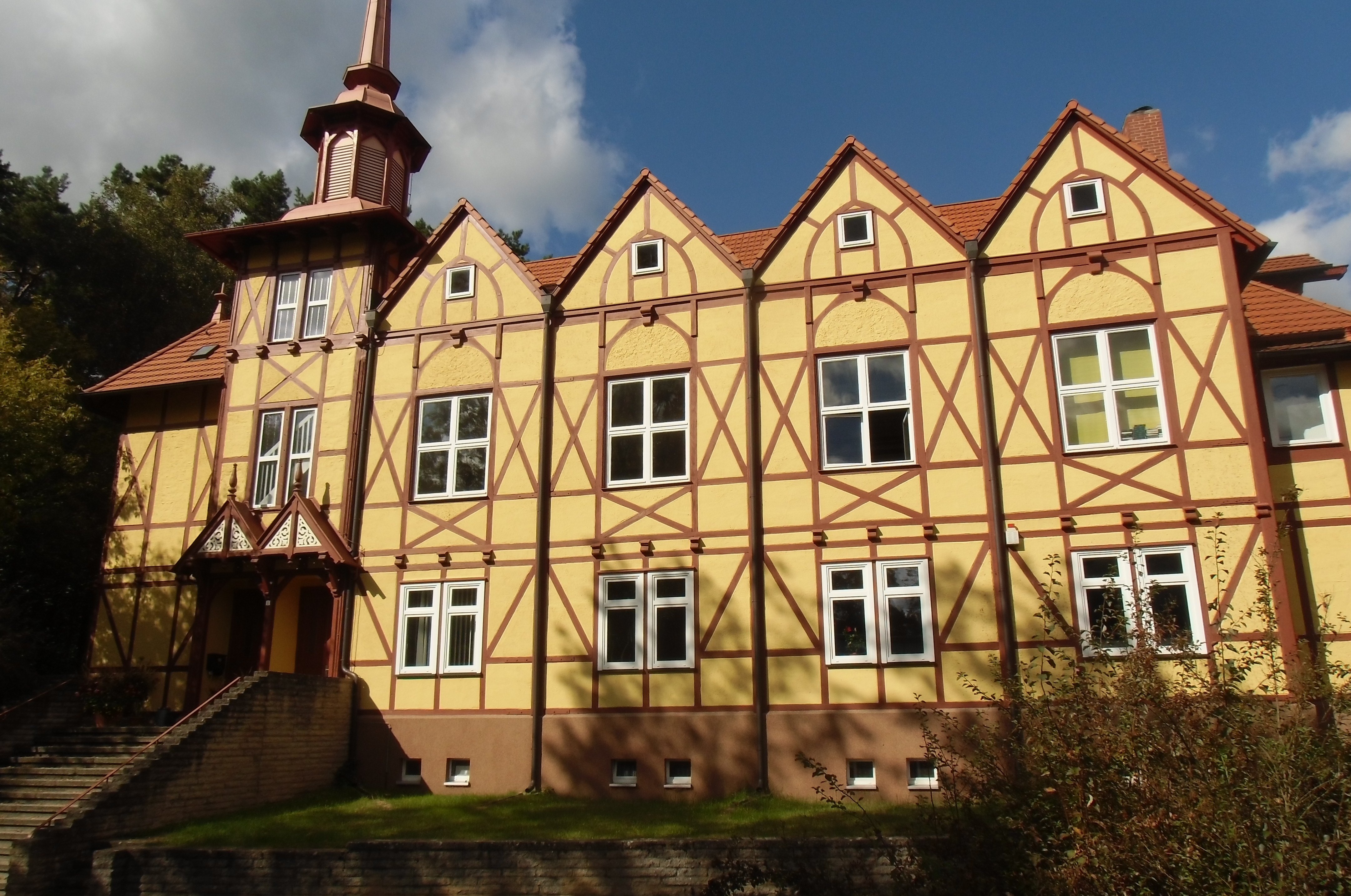
Lobetal – einer der Begegnungsorte der DDR-Evangelistenkonferenz (1955–1991)

Mitte der 1950er Jahre kam es aufgrund der politischen Verhältnisse sowie durch die von der Regierung der DDR verfügten Reisebeschränkungen zu einer Trennung der Deutschen Evangelistenkonferenz in eine West- und eine Ost-Konferenz. Erster Leiter der Evangelistenkonferenz in der DDR wurde Werner de Boor, Evangelist und ehemaliges Mitglied des evangelisch-lutherischen Oberkirchenrates in Schwerin. 1977 ging der Vorsitz an den CVJM-Pfarrer Fritz Hoffmann über, sein Stellvertreter wurde Uwe Holmer, der damalige Landpfarrer in Leussow und spätere Leiter der Hoffnungstaler Anstalten Lobetal. Die Konferenzen wurden jeweils im Frühjahr an verschiedenen Orten durchgeführt, darunter in Lobetal, Buckow und Herrnhut. Anders als in der westdeutschen Organisation war das DDR-Pendant eher eine Delegiertenkonferenz. Eingeladen waren jeweils Männer, die wenigstens zu 50 Prozent als Evangelisten tätig waren und von ihren Landeskirchen und Landeskirchlichen Gemeinschaften entsandt worden waren. Die verschiedenen Freikirchen schickten jeweils einen Delegierten. Anders war auch, dass alle zwei Jahre auch die Ehefrauen der Evangelisten eingeladen waren. Mitgliedern der westdeutschen Evangelistenkonferenz war es hin und wieder möglich, an den Osttagungen teilzunehmen. Der DDR-Konferenz gehörten bis zu 60 Mitglieder an; ihre letzte Zusammenkunft fand im Frühjahr 1991 statt. Die Wiedervereinigung mit der Westkonferenz erfolgte 1992.
1993 war die Evangelistenkonferenz am Zustandekommen der ersten ProChrist-Evangelisation beteiligt. 2024 hatte die DEK bereits 117 Mitglieder.

## Leitung
Leiter der vereinigten Evangelistenkonferenz wurden der „singende Pfarrer“ Wilfried Reuter und Uwe Holmer (1929–2023), damals Leiter der Hoffnungstaler Anstalten Lobetal. Die beiden Genannten hatten den Vorsitz bis 2007 inne; ihnen folgten Johannes Eißler (* 1961), Pfarrer bei den Missionarischen Diensten der Evangelischen Landeskirche in Stuttgart, sowie Udo Vach (* 1950), Programmdirektor bei ERF Medien in Wetzlar. Ab 2012 leiteten der Evangelist und christliche Liedermacher Jörg Swoboda (* 1947) gemeinsam mit dem Dillenburger Verlagsleiter Hartmut Jaeger (* 1958) die Konferenz. Für Swoboda übernahm 2019 David Kröker, Pastoralreferent beim Christusforum Deutschland, das Amt.

## Struktur und Mitgliedschaften
Die DEK ist wie ein Verein organisiert, hat aber auf eine förmliche Eintragung in ein Vereinsregister verzichtet.

### Struktur
Über die Aufnahme von Mitgliedern entscheidet die Mitgliederversammlung ein Jahr nach Antragstellung. Notwendig in diesem Zusammenhang ist auch eine Empfehlung des Vertrauensrates der DEK. Eine Mitgliederversammlung erfolgt in der Regel einmal pro Jahr. Sie wählt den Vorsitzenden sowie die (mindestens) fünf Mitglieder des Vertrauensrates auf jeweils vier Jahre. Der Vertrauensrat beruft aus seiner Mitte den Geschäfts-, Kassen- und Schriftführer.
Innerhalb der DEK besteht eine Arbeitsgemeinschaft Zeltmission, zu der folgende Mitgliedsverbände gehören: Christusforum Deutschland, Barmer Zeltmission, Deutsche Indianer Pionier Mission, dzm – die mobile mission (Deutsche Zeltmission), Evangelisationsteam e. V., Evangelische Landeskirche in Württemberg, Bund Freier evangelischer Gemeinden in Deutschland und die Zeltmission der Evangelisch-methodistischen Kirche.

### Mitgliedschaften
Die DEK gehört zu den der Deutschen Evangelischen Allianz verbundenen Werken und wird dort in der Kategorie II („… Werke, Einrichtungen und Verbände, die auf der Basis der Evangelischen Allianz arbeiten, bzw. sich mit der Evangelischen Allianz in Deutschland verbunden fühlen“) geführt. Sie ist außerdem Mitglied der Arbeitsgemeinschaft Missionarische Dienste (AMD).

## Bekannte Mitglieder (Auswahl)
- Peter Hahne (* 1952), TV-Moderator und Autor
- Uwe Holmer (1929–2023), evangelischer Pfarrer und Autor. Er nahm nach dem Zusammenbruch der DDR das Ehepaar Erich und Margot Honecker bei sich auf.
- Manfred Otto (1927–2013), Direktor des Bundes Evangelisch-Freikirchlicher Gemeinden (BEFG)
- Wilfried Reuter (1940–2011), evangelischer Pfarrer, Evangelist der Deutschen Zeltmission und Sänger
- Paul Schmidt (1888–1970), Direktor des BEFG
- Herbert Sczepan (1927–2004), Evangelist und langjähriger Leiter der Heimatmission des BEFG
- Jörg Swoboda (* 1947), Baptistenpastor, emeritierter Theologiedozent (Theologisches Seminar Buckow) und christlicher Singer-Songwriter
- Rolf Woyke (1936–2019), evangelischer Pfarrer, langjähriger Leiter des EC-Verbandes, Vorsitzender der Deutschen Zeltmission sowie Autor